# 圣地亚哥·阿马特
圣地亚哥·阿马特（西班牙語：Santiago Amat，1887年6月22日—1982年11月5日），西班牙男子帆船运动员。他曾代表西班牙参加1924年、1928年和1932年夏季奥林匹克运动会帆船比赛，其中1932年奥运会获得一枚铜牌。